# Ligier JS27
Chronologie des modèles (1986)
Ligier JS25 Ligier JS29
La Ligier JS27 est la monoplace de Formule 1 engagée par l'écurie française Ligier dans le cadre du championnat du monde de Formule 1 1986. Elle est pilotée par les Français René Arnoux, Jacques Laffite et Philippe Alliot.

## Historique
La saison commence avec une troisième place de Jacques Laffite et une quatrième place de René Arnoux au Grand Prix du Brésil. La première moitié du championnat est favorable à l'écurie Ligier puisque ses pilotes, au volant d'une monoplace bien née et d'un moteur V6 turbocompressé performant fourni par Renault, terminent dans les points, lorsqu'ils ne subissent pas un problème de fiabilité en course.
La meilleure performance de Ligier est réalisée lors du Grand Prix du Detroit, la septième manche du championnat : Arnoux, qualifié en quatrième position, abandonne à la suite d'un accrochage avec Thierry Boutsen (Arrows-BMW) alors qu'il luttait pour la victoire avec Ayrton Senna (Lotus-Renault). Sixième sur la grille, Laffite termine deuxième, obtenant son trente-deuxième et dernier podium en Formule 1,.
Au Grand Prix de Grande-Bretagne, disputé à la mi-juillet sur le circuit de Brands Hatch, Jacques Laffite est pris dans un carambolage : Boutsen perd le contrôle de son Arrows A8, percute les glissières et est renvoyé sur la piste. Stefan Johansson (Ferrari) braque à droite pour éviter l'épave de l'Arrows, mais accroche la Ligier de Laffite, qui heurte, de face, les rails de sécurité. Le Français est gravement blessé aux jambes. Après une demi-heure durant laquelle les secouristes s'emploient à découper la carosserrie de la Ligier pour en extraire Laffite, ce dernier est héliporté à l'hôpital. Laffite est opéré deux semaines plus tard par le professeur Émile Letournel et remplacé pour le reste de la saison par Philippe Alliot. Le vétéran français ne revient finalement jamais en Formule 1.
La deuxième partie du championnat s'avère plus difficile pour Ligier : le moteur Renault ne reçoit pas d'évolution, ce qui entraine une baisse de performance générale de l'écurie française puisqu'elle n'arrive qu'à deux reprises dans les points lors des sept dernières manches.
Au terme de la saison, Ligier termine cinquième du championnat du monde des constructeurs avec vingt-neuf points. Au classement du championnat du monde des pilotes, Jacques Laffite et René Arnoux sont respectivement huitième dixième avec quatorze points chacun, tandis que Philippe Alliot est dix-neuvième, avec un point.

## Résultats en championnat du monde de Formule 1
| Saison | Écurie        | Moteur            | Pneus   | Pilotes         | Courses | Courses | Courses | Courses | Courses | Courses | Courses | Courses | Courses | Courses | Courses | Courses | Courses | Courses | Courses | Courses | Points inscrits | Classement |
| Saison | Écurie        | Moteur            | Pneus   | Pilotes         | 1       | 2       | 3       | 4       | 5       | 6       | 7       | 8       | 9       | 10      | 11      | 12      | 13      | 14      | 15      | 16      | Points inscrits | Classement |
| ------ | ------------- | ----------------- | ------- | --------------- | ------- | ------- | ------- | ------- | ------- | ------- | ------- | ------- | ------- | ------- | ------- | ------- | ------- | ------- | ------- | ------- | --------------- | ---------- |
| 1986   | Equipe Ligier | Renault EF15 V6 T | Pirelli |                 | BRÉ     | ESP     | SMR     | MON     | BEL     | CAN     | DET     | FRA     | GBR     | ALL     | HON     | AUT     | ITA     | POR     | MEX     | AUS     | 29              | 5e         |
| 1986   | Equipe Ligier | Renault EF15 V6 T | Pirelli | René Arnoux     | 4e      | Abd.    | Abd.    | 5e      | Abd.    | 6e      | Abd.    | 5e      | 4e      | 4e      | Abd.    | 10e     | Abd.    | 7e      | 15e     | 7e      | 29              | 5e         |
| 1986   | Equipe Ligier | Renault EF15 V6 T | Pirelli | Jacques Laffite | 3e      | Abd.    | Abd.    | 6e      | 5e      | 7e      | 2e      | 6e      | Abd.    |         |         |         |         |         |         |         | 29              | 5e         |
| 1986   | Equipe Ligier | Renault EF15 V6 T | Pirelli | Philippe Alliot |         |         |         |         |         |         |         |         |         | Abd.    | 9e      | Abd.    | Abd.    | Abd.    | 6e      | 8e      | 29              | 5e         |

Légende : ici 